# 미셸 하드윅
미셸 하드윅(Michelle Hardwick, 1976년 2월 26일 ~ )은 잉글랜드의 배우이다.